# Aprominta
Aprominta é um gênero de traça pertencente à família Agonoxenidae.